# Kapan (Katmandú)
Kapan es un pueblo ubicado en el distrito de Katmandú, provincia de Bagmati, Nepal.

## Superficie
Cuenta con una superficie de 4,715 kilómetros cuadrados.

## Demografía
Datos hasta 2015
- Población: 89 363 habitantes.[1]
- Densidad de población: 18,954 habitantes por kilómetro cuadrado.[1]
- Población masculina: 45 652 (51,1%).[1]
- Población femenina: 43 711 (48,9%).[1]